# Cyd Hayman
Pour les articles homonymes, voir Cyd et Hayman.
Cyd Hayman est une actrice anglaise, née le 1er mai 1944 à Bristol (Royaume-Uni).

## Filmographie
- 1969 : Manhunt (série télévisée) : Nina
- 1971 : Percy : Moira Warrington
- 1971 : Amicalement vôtre (The Persuaders) : Le Mot de passe (Anyone Can Play), de Leslie Norman (série télévisée) : Lyn
- 1972 : Clochemerle (série télévisée) : Adele Torbayon
- 1972 : Pas de frontières pour l'inspecteur : Le Milieu n'est pas tendre (téléfilm) : Lucienne Englebert
- 1975 : Cosmos 1999 (téléfilm) : Cynthia Crawford
- 1976 : Voleurs de bijoux (Sporting Chance) (téléfilm) : Lyn
- 1976 : Rogue Male (téléfilm) : Rebecca
- 1978 : After Julius (téléfilm)
- 1979 : The Mourning Brooch (téléfilm) : Tessa Bannerman
- 1979 : The Human Factor : Cynthia
- 1980 : Les Yeux du mal (The Godsend) : Kate Marlowe
- 1984 : Lame Ducks (série télévisée) : Mrs. Kelly
- 1985 : Mask of Murder
- 1998 : Killer Net (téléfilm) : Mrs. Miller